# Iker Casillas
Iker Casillas Fernández sinh ngày 20 tháng 5 năm 1981 tại Madrid, là một cựu thủ môn người Tây Ban Nha và là một huyền thoại của câu lạc bộ Real Madrid của La Liga. Iker Casillas là thủ môn xuất sắc nhất thế giới các năm 2008, 2009, 2010, 2011, 2012 theo bình chọn của FIFPRO. Anh được biết đến là một trong những thủ môn xuất sắc nhất lịch sử bóng đá thế giới cũng như bóng đá đương đại.
Trong giai đoạn sự nghiệp đỉnh cao, anh đã cùng câu lạc bộ Real Madrid đoạt nhiều danh hiệu lớn ở cả trong nước và quốc tế.
Bên cạnh đó, anh cũng là nhân tố rất quan trọng giúp Tây Ban Nha mang về 3 chức vô địch Euro 2008, World Cup 2010 và Euro 2012 cho quê hương. Anh đã được đề cử để trở thành cầu thủ xuất sắc nhất châu Âu cũng như thế giới vào năm 2008. Ngày 4 tháng 8 năm 2020, Iker Casillas chính thức giã từ sự nghiệp thi đấu quốc tế sau 30 năm thi đấu chuyên nghiệp.

## Sự nghiệp câu lạc bộ
Casillas đã bắt đầu trong đội hình trẻ của Real Madrid trong mùa 1990-91. Ngày 27 tháng 11 năm 1997 ở tuổi 16 anh lần đầu tiên được gọi lên đội hình chính trong trận đối mặt với Rosenborg tại Champions League, nhưng đã không được ra sân cho đến mùa giải 1998-1999, mùa giải anh ra mắt ở đội một, và làm thủ môn dự bị cho Bodo Illgner. Đến mùa tiếp theo, anh đẩy Illgner lên băng ghế dự bị và trở thành sự lựa chọn số một. Năm 2000, anh trở thành thủ môn trẻ nhất từng chơi ở Champions League khi Real Madrid đánh bại Valencia ở chung kết 3-0 và lên ngôi vô địch, chỉ bốn ngày sau khi sinh nhật thứ mười chín.
Casillas bị mất vị trí của mình cho César Sánchez sau sự thể hiện kém trong thời gian chuẩn bị mùa giải 2001-02, nhưng tìm lại chính mình khi Sánchez bị một chấn thương ở những phút cuối cùng trong trận chung kết Champions League năm 2002. Casillas vào sân thay người và đã thi đấu xuất sắc khi anh đã giúp Real Madrid giành lại danh hiệu La Liga lần 31 của họ và chỉ bị thủng lưới 32 bàn thắng trong 36 trận đấu để giành giải thưởng cá nhân Zamora Trophy. Ngày 14 Tháng Hai 2008, Casillas và đội trưởng Raúl González đã được trao hợp đồng mới. Casillas đã ký gia hạn hợp đồng với câu lạc bộ cho đến năm 2017, với một điều khoản mở rộng, nếu anh chơi 30 trận đấu trong mùa giải cuối cùng của hợp đồng và điều khoản mua lại 113 triệu bảng. Phong độ xuất sắc mang về cho anh một vị trí trong đội hình tiêu biểu mùa giải của UEFA của lần thứ hai.
Năm 2015, sau 25 năm ở Real Madrid, anh đến đầu quân cho FC Porto.

## Thi đấu quốc tế
Casillas ra mắt đội trẻ U-17 quốc gia ở tuổi 16, là cầu thủ trẻ nhất trong đội hình Tây Ban Nha tham dự Giải vô địch bóng đá U-17 thế giới. Hai năm sau, Casillas tiếp tục giành chức vô địch Giải vô địch bóng đá trẻ thế giới và Cúp UEFA Meridian.

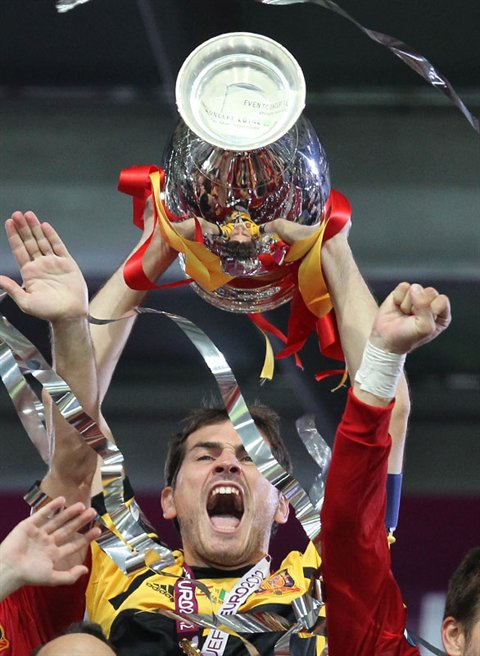
Casillas ăn mừng chức vô địch Euro 2012

Casillas không được sử dụng tại Euro 2000. Anh được chọn vào danh sách Đội tuyển Tây Ban Nha tham dự World Cup 2002. Ban đầu là để dự bị cho Santiago Cañizares.Thật trùng hợp khi Santiago Cañizares dính chấn thương và rút lui khỏi giải đấu, Casillas trở thành thủ môn số một của Tây Ban Nha. Anh đóng một vai trò quan trọng trong quá tình tiến bước của Tây Ban Nha ở Giải bóng đá vô địch thế giới 2002 khi có hai pha cứu thua hai quả penalty ở vòng 1/16 với Cộng hòa Ireland.
Ở vòng sơ loại Euro 2004, Casillas chỉ để thủng lưới 4 bàn. Giữ sạch lưới trong cả chặng thứ hai, và là thủ môn số một của đội tuyển Tây Ban Nha ở Euro 2004.
Ngày 29 tháng 6 năm 2008, Casillas cùng Tây Ban Nha vô địch Euro 2008 sau khi đánh bại Đức 1-0 ở trận chung kết. Anh xếp thứ 4 trong cuộc bầu chọn Quả bóng vàng châu Âu 2008 sau Cristiano Ronaldo, Lionel Messi và người đồng hương Fernando Torres. Cũng trong năm 2008, Casillas được chọn là thủ môn xuất sắc nhất thế giới theo IFFHS.
Ngày 5-12-2009, sau trận thắng 5-0 trước Bỉ ở vòng loại World Cup 2010, Casillas san bằng kỉ lục quốc gia của Andoni Zubizarreta với 56 trận giữ sạch lưới.
Ngày 11-6-2010, đội trưởng Casillas cùng với Tây Ban Nha lần đầu tiên vô địch Giải bóng đá vô địch thế giới 2010 với chiến thắng 1-0 trước Hà Lan. Anh nhận được phần thưởng Găng tay vàng với thành tích giữ đền xuất sắc. Casillas chỉ để lọt lưới có 2 lần trên hành trình tiến vào trận chung kết và đăng quang ngôi vô địch cùng Tây Ban Nha.
Ngày 2-7-2012, anh cùng Tây Ban Nha bảo vệ thành công chức vô địch Giải vô địch bóng đá châu Âu 2012 và đi vào lịch sử với tư cách là đội bóng đầu tiên giành 3 chức vô địch ở 3 giải đấu lớn liên tiếp.
Sau kì Euro 2016 không thành công của đội tuyển Tây Ban Nha (thua chung cuộc Ý với tỉ số 1-2) mà giải này Casillas đều ngồi dự bị, Iker Casillas chính thức chia tay đội tuyển Tây Ban Nha sau 16 năm gắn bó, tổng cộng anh đã thi đấu 167 trận và là cầu thủ ra sân nhiều nhất ở cấp độ đội tuyển quốc gia.

## Thành tích

### Câu lạc bộ

#### Real Madrid
- La Liga (5): 2000–01, 2002–03, 2006–07, 2007–08, 2011–12
- Copa del Rey (2): 2010–11, 2013–14
- Supercopa de España (4): 2001, 2003, 2008, 2012.
- UEFA Champions League (3): 1999–00, 2001–02, 2013–14
- UEFA Super Cup (2): 2002, 2014
- FIFA Club World Cup (2): 2002, 2014

#### Porto
- Primeira Liga (1): 2017–18
- Siêu cúp bóng đá Bồ Đào Nha (1): 2018

### Quốc tế

#### Đội tuyển trẻ
- Cúp UEFA U15: 1995[4]
- Cúp UEFA U17: 1997
- UEFA-CAF Meridian Cup: 1999
- Giải vô địch bóng đá U-20 thế giới: 1999

#### Đội tuyển quốc gia
- Euro (2): 2008, 2012
- World Cup (1): 2010

### Cá nhân
- Giải Bravo: 2000 [5]
- La Liga Breakthrough Player of the Year: 2000
- La Liga Zamora Trophy: 2007-08
- Đội hình tiêu biểu của năm của UEFA: 2007, 2008, 2009, 2010, 2011, 2012
- en:IFFHS World's Best Goalkeeper: 2008, 2009, 2010, 2011, 2012 [6]
- FIFPro|FIFA FIFPro World XI: 2008, 2009, 2010, 2011, 2012
- UEFA Euro Đội hình của giải: 2008, 2012
- Thủ môn xuất sắc nhất La Liga: 2009, 2012
- Thủ môn xuất sắc nhất châu Âu: 2010
- Găng tay vàng World Cup: 2010
- FIFA World Cup Dream Team: 2010
- La Liga Fair Play Award:2012-13
- FIFA FIFPro World XI 2nd team: 2013
- FIFA FIFPro World XI 3rd team: 2014
- FIFA FIFPro World XI 5th team: 2015
- Bàn chân vàng: 2017 [7]
- Primeira Liga Fair Play Award: 2017-18 [8]
- MARCA Fair Play Award – MARCA's 80th Anniversary: 2018
- Dragões de Ouro Award – Vận động viên Porto của năm: 2018 [9]
- Thủ môn xuất sắc nhất giải VĐQG Bồ Đào Nha: 2018-19
- Đội hình của năm giải VĐQG Bồ Đào Nha: 2018-19
- Quinas de Ouro Award – Primeira Liga Best XI: 2018-19
- UEFA Ultimate Team of the Year (xuất bản năm 2019)
- Globe Soccer Awards - Player Career Award: 2020 [10]
- 11Leyendas Jornal AS: 2021 [11]

## Thống kê

### Câu lạc bộ
Tính đến 5 tháng 8 năm 2018
| CLB                 | Mùa giải              | Giải đấu              | Giải đấu | Giải đấu | Cúp quốc gia | Cúp quốc gia | Châu lục | Châu lục | Kháca | Kháca | Tổng cộng | Tổng cộng |
| CLB                 | Mùa giải              | Giải đấu              | Trận     | Bàn      | Trận         | Bàn          | Trận     | Bàn      | Trận  | Bàn   | Trận      | Bàn       |
| ------------------- | --------------------- | --------------------- | -------- | -------- | ------------ | ------------ | -------- | -------- | ----- | ----- | --------- | --------- |
| Real Madrid         | 1999–2000             | La Liga               | 27       | 0        | 5            | 0            | 12       | 0        | 3     | 0     | 47        | 0         |
| Real Madrid         | 2000–01               | La Liga               | 34       | 0        | 0            | 0            | 11       | 0        | 2     | 0     | 47        | 0         |
| Real Madrid         | 2001–02               | La Liga               | 25       | 0        | 5            | 0            | 9        | 0        | 1     | 0     | 40        | 0         |
| Real Madrid         | 2002–03               | La Liga               | 38       | 0        | 0            | 0            | 15       | 0        | 2     | 0     | 55        | 0         |
| Real Madrid         | 2003–04               | La Liga               | 37       | 0        | 2            | 0            | 9        | 0        | 2     | 0     | 50        | 0         |
| Real Madrid         | 2004–05               | La Liga               | 37       | 0        | 0            | 0            | 10b      | 0        | —     | —     | 47        | 0         |
| Real Madrid         | 2005–06               | La Liga               | 37       | 0        | 4            | 0            | 7        | 0        | —     | —     | 48        | 0         |
| Real Madrid         | 2006–07               | La Liga               | 38       | 0        | 0            | 0            | 7        | 0        | —     | —     | 45        | 0         |
| Real Madrid         | 2007–08               | La Liga               | 36       | 0        | 0            | 0            | 8        | 0        | 2     | 0     | 46        | 0         |
| Real Madrid         | 2008–09               | La Liga               | 38       | 0        | 0            | 0            | 7        | 0        | 2     | 0     | 47        | 0         |
| Real Madrid         | 2009–10               | La Liga               | 38       | 0        | 0            | 0            | 8        | 0        | —     | —     | 46        | 0         |
| Real Madrid         | 2010–11               | La Liga               | 35       | 0        | 8            | 0            | 11       | 0        | —     | —     | 54        | 0         |
| Real Madrid         | 2011–12               | La Liga               | 37       | 0        | 4            | 0            | 10       | 0        | 2     | 0     | 53        | 0         |
| Real Madrid         | 2012–13               | La Liga               | 19       | 0        | 3            | 0            | 5        | 0        | 2     | 0     | 29        | 0         |
| Real Madrid         | 2013–14               | La Liga               | 2        | 0        | 9            | 0            | 13       | 0        | —     | —     | 24        | 0         |
| Real Madrid         | 2014-15               | La Liga               | 32       | 0        | 0            | 0            | 10       | 0        | 5     | 0     | 47        | 0         |
| Real Madrid         | Tổng cộng Real Madrid | Tổng cộng Real Madrid | 510      | 0        | 40           | 0            | 152      | 0        | 23    | 0     | 725       | 0         |
| Porto               | 2015–16               | Primeira Liga         | 32       | 0        | 0            | 0            | 8        | 0        | 0     | 0     | 40        | 0         |
| Porto               | 2016–17               | Primeira Liga         | 33       | 0        | 0            | 0            | 10c      | 0        | 0     | 0     | 43        | 0         |
| Porto               | 2017-18               | Primeira Liga         | 20       | 0        | 5            | 0            | 3        | 0        | 4     | 0     | 32        | 0         |
| Porto               | Tổng cộng Porto       | Tổng cộng Porto       | 85       | 0        | 5            | 0            | 21       | 0        | 0     | 0     | 115       | 0         |
| Tổng cộng sự nghiệp | Tổng cộng sự nghiệp   | Tổng cộng sự nghiệp   | 595      | 0        | 45           | 0            | 173      | 0        | 0     | 0     | 840       | 0         |

a Bao gồm Supercopa de España, UEFA Super Cup, FIFA Club World Cup, Supertaça de Portugal và Allianz Cup.
b Bao gồm vòng loại UEFA Champions League 2004-05.
c Bao gồm vòng loại UEFA Champions League 2016-17.

### Đội tuyển quốc gia
Tính đến 1 tháng 6 năm 2016
| Tây Ban Nha | Tây Ban Nha | Tây Ban Nha |
| Năm         | Trận        | Bàn         |
| ----------- | ----------- | ----------- |
| 2000        | 6           | 0           |
| 2001        | 5           | 0           |
| 2002        | 11          | 0           |
| 2003        | 11          | 0           |
| 2004        | 12          | 0           |
| 2005        | 10          | 0           |
| 2006        | 10          | 0           |
| 2007        | 8           | 0           |
| 2008        | 15          | 0           |
| 2009        | 13          | 0           |
| 2010        | 15          | 0           |
| 2011        | 11          | 0           |
| 2012        | 16          | 0           |
| 2013        | 9           | 0           |
| 2014        | 8           | 0           |
| 2015        | 5           | 0           |
| 2016        | 2           | 0           |
| Tổng cộng   | 167         | 0           |